# 関市役所前駅
関市役所前駅（せきしやくしょまええき）は、岐阜県関市下有知にある、長良川鉄道越美南線の駅である。駅番号は8。
1999年3月31日限りで廃止された、名鉄美濃町線下有知駅の代替として新設された駅であるが、旧下有知駅からは少し距離がある。

## 歴史
- 1999年（平成11年）4月1日：開業[1]。

## 駅構造
単式ホーム1面1線を有する地上駅。

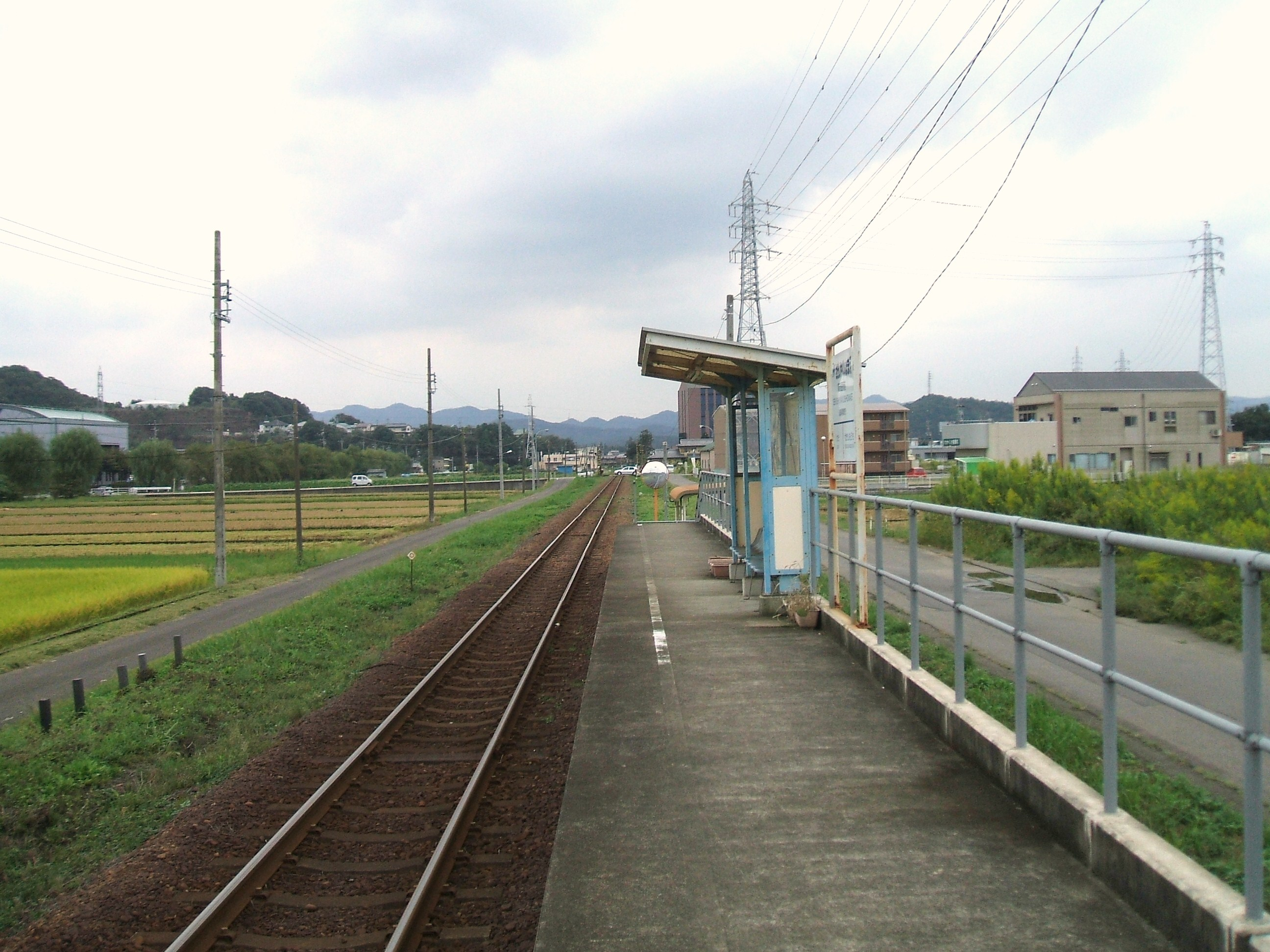
ホーム（関方向を見る）

無人駅。関寄りにある出入口に駐輪場、駅前に駐車場がある。

## 利用状況
| 年度               | 1日平均乗車人員 |
| ------------------ | --------------- |
| 2011年（平成23年） | 41              |
| 2012年（平成24年） | 33              |
| 2013年（平成25年） | 28              |
| 2014年（平成26年） | 19              |
| 2015年（平成27年） | 18              |

## 駅周辺

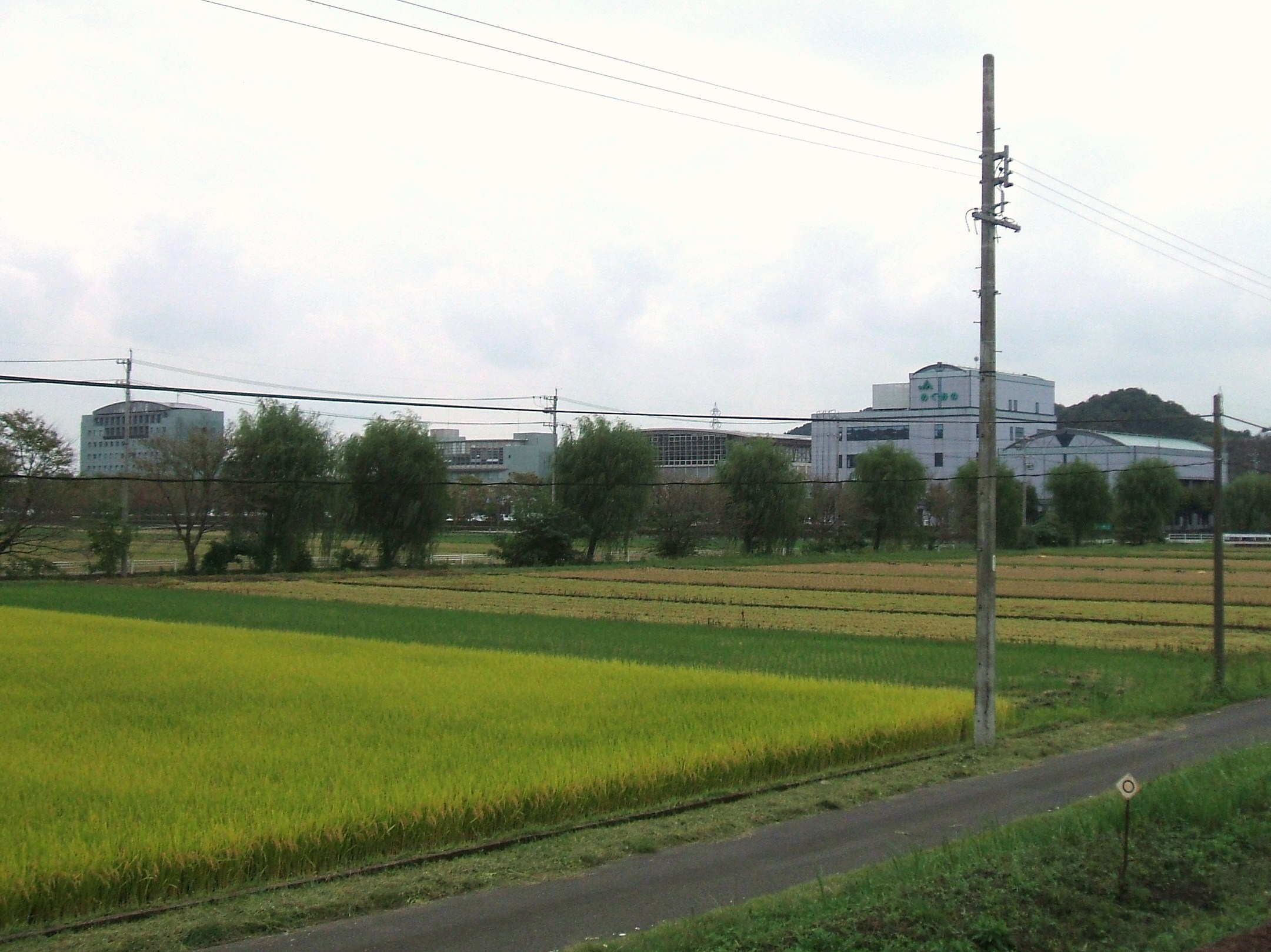
関市役所方面を眺める（駅ホームより）

- 関市役所
- 関市学習情報館（わかくさ・プラザ）
  - 関市立図書館
- 中濃厚生病院
- 中濃公設地方卸売市場
- 関信用金庫本店
- コマツレンタル岐阜関店
- 関動物病院
- JAめぐみの関経済センター
- 岐阜県道281号関美濃線

## 隣の駅
長良川鉄道
■越美南線
関駅（7） - 関市役所前駅（8） - 関下有知駅（9）